# سيبت

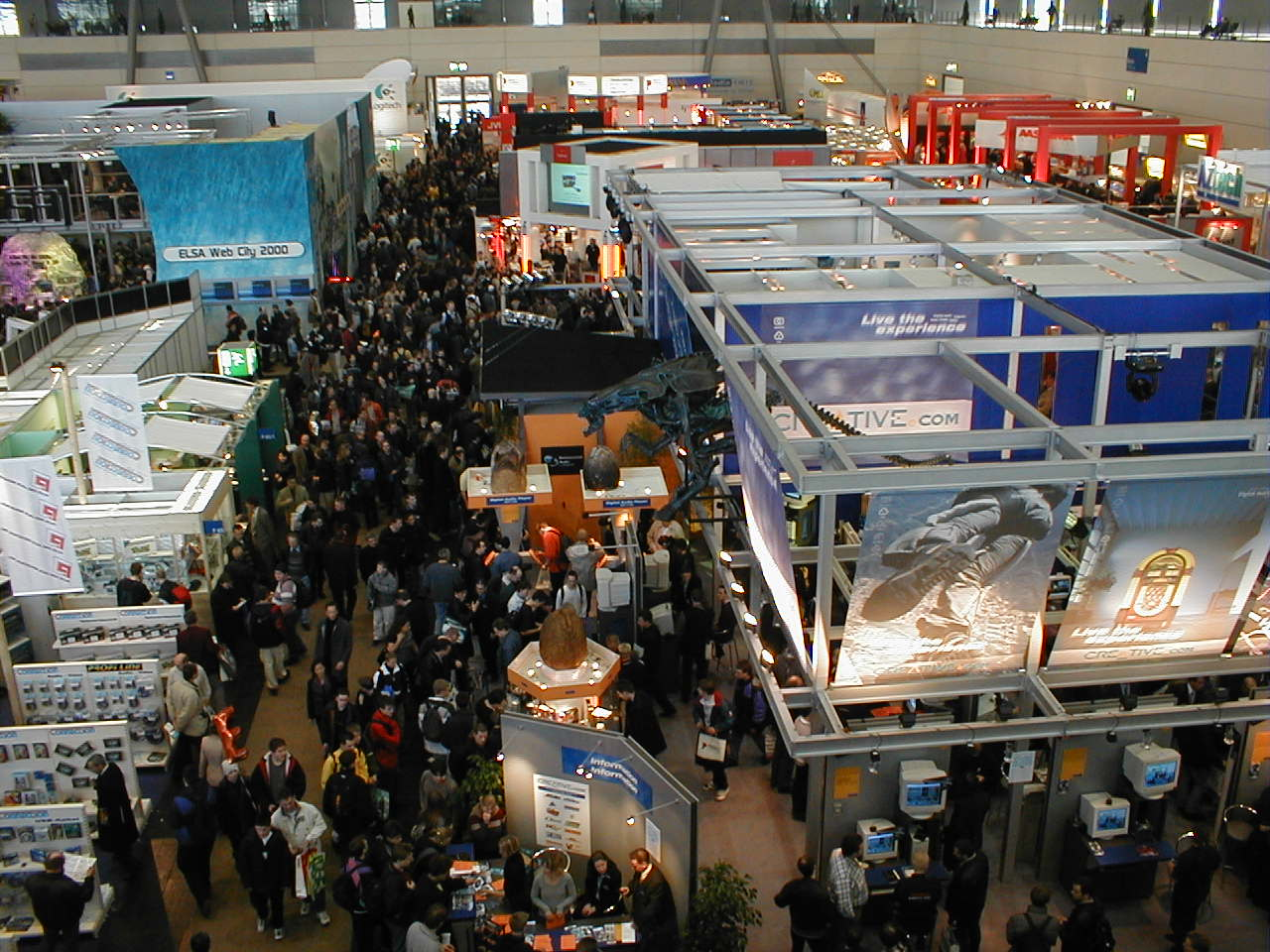
ممر مزدحم في سيبت 2000

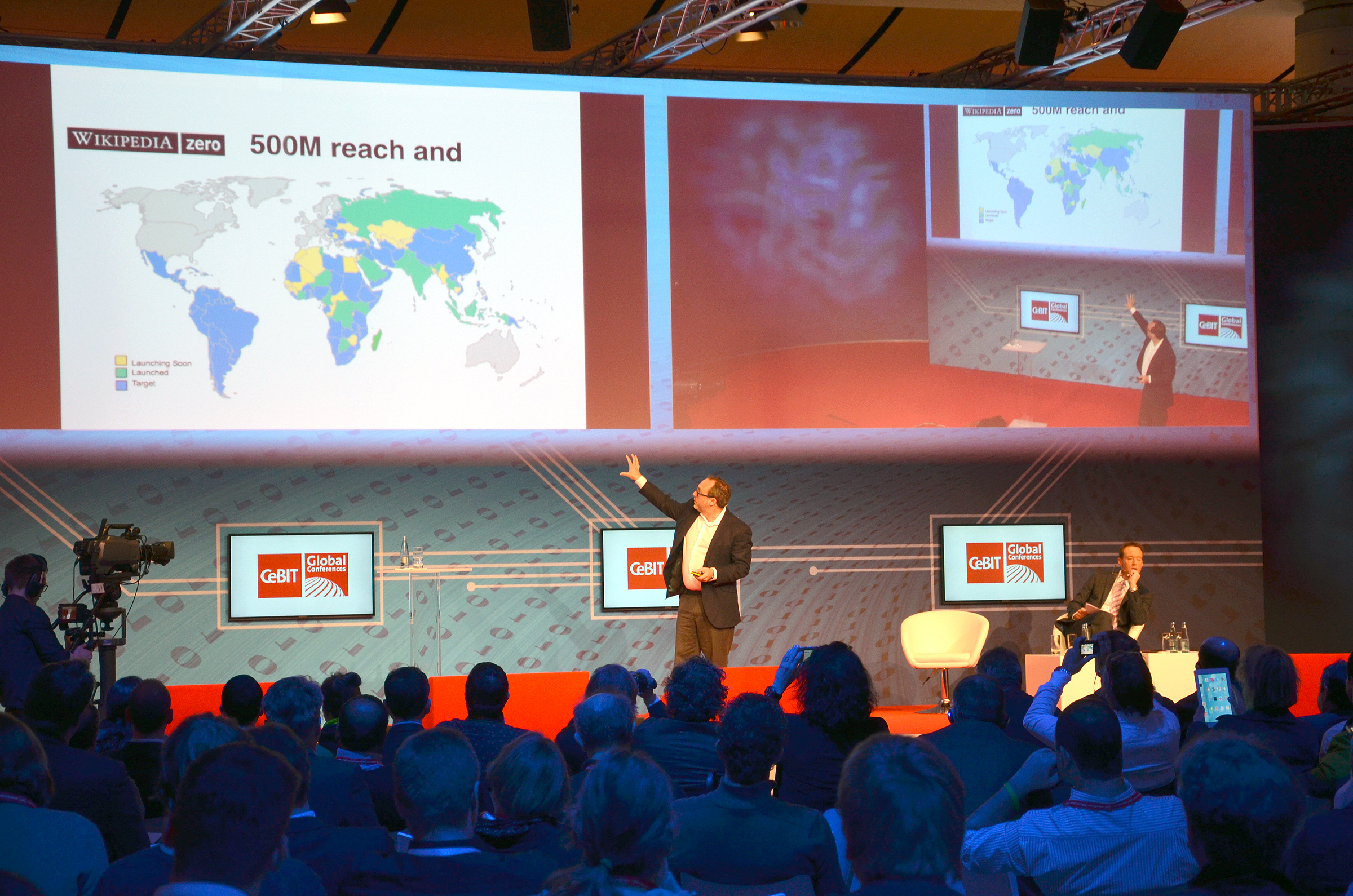
جيمي ويلز 2014 on CeBIT Global Conferences, ويكيبيديا زيرو

معرض سيبت (CeBIT) وهي اختصار لـ (Centrum der Büro- und Informationstechnik)بالألمانية أو معرض تكنولوجيا المعلومات وهو أكبر معرض للكومبيوتر الإلكترونيات المتعلقة بتكنولوجيا المعلومات في العالم.يقام هذا المعرض كل عام في هانوفر بألمانيا في الفترة من 3-8 مارس حيث أرض هانوفر للمعارض أكبر أرض معارض في العالم.